# Плоскоглава котка
Плоскоглавата котка (Prionailurus planiceps), също суматренска котка, е хищник от семейство Коткови, отделян понякога в самостоятелен род Ictailurus. Има размерите на домашна котка, но за разлика от останалите котки черепа ѝ е удължен и плосък, откъдето идва името ѝ. Ноктите си не може да прибира изцяло в лапите. Козината ѝ е от червеникава до тъмнокафява на цвят, изпъстрена с неясни тъмни петна. Гърлото, гърдите и корема са бели, а лицето е нашарено с бели и кафяви краски.
Среща се в горите на полуостров Малака и островите Борнео и Суматра. Живее в близост до вода и предпочита наводнените участъци на гората, където лови главно риба, раци и жаби.
Плоскоглавата котка е вписана в Червения списък на световнозатрашените видове на IUCN като уязвим вид.